# Långnäbbad rosenfink
Långnäbbad rosenfink (Carpodacus puniceus) är en fågel i familjen finkar inom ordningen tättingar som lever i mycket höga bergstrakter i Asien.

## Kännetecken

### Utseende
Långnäbbad rosenfink är en stor fink (20 cm) med rätt lång, konformad näbb och kort stjärt. Hanen är generellt röd och mörkt gråbrunt färgad, med röd strupe och bröst som kontrasterar med den mörkstreckade gråbruna resten av undersidan och ovansidan. Övergumpen är djupt rosafärgad och i ansiktet syns ett kort och rött ögonbrynsstreck. Honan saknar ögonbrynsstreck, har blekgult på bröstet och olivfärgad eller gul övergump och övre stjärttäckare.

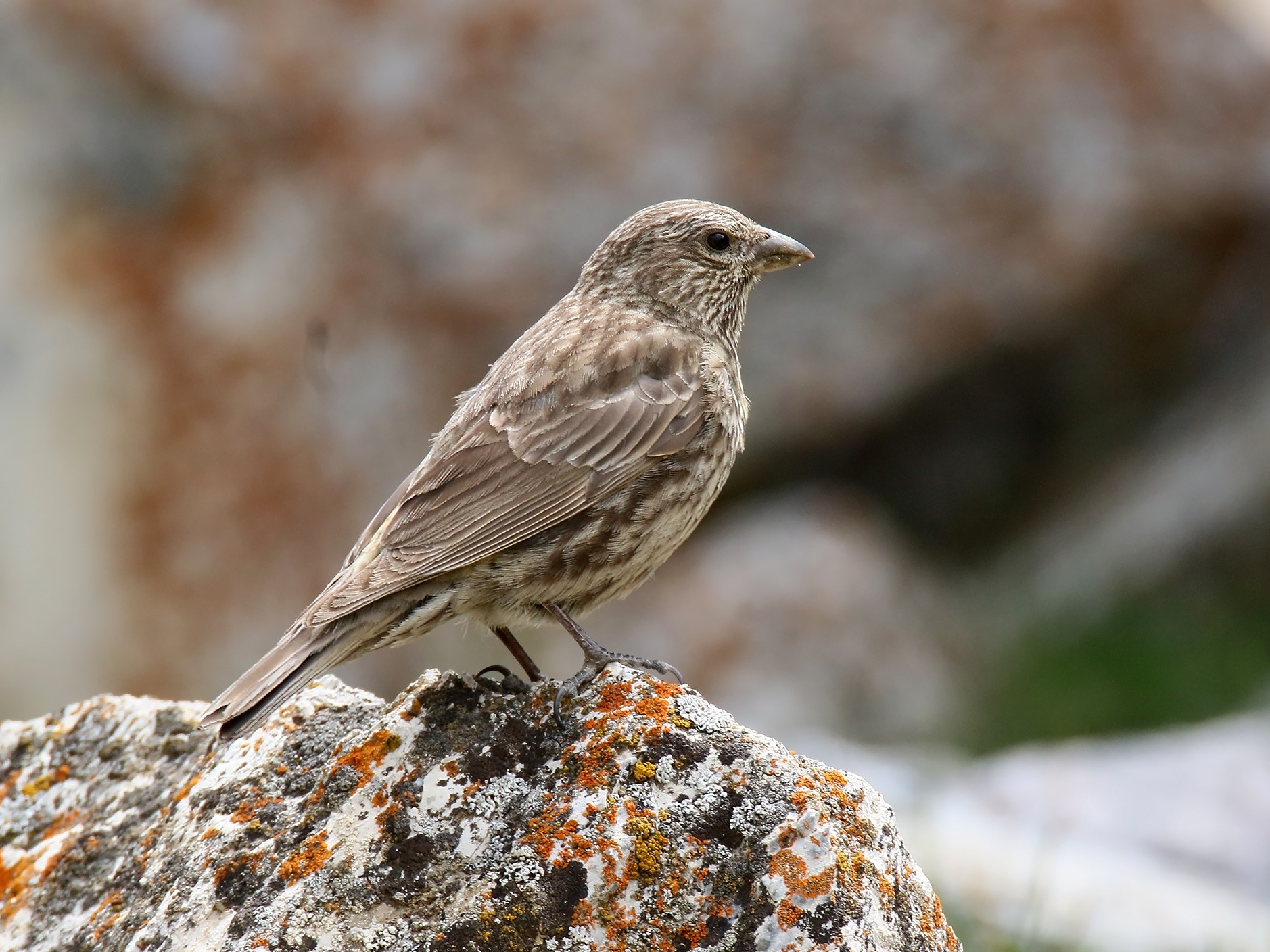
Hona.

### Läten
Bland lätena hörs en rätt högljutt och bulbylliknande visslande som i engelsk litteratur återges "are-you-quite-ready". Vidare låter den höra ett kattliknande "m-a-a-a-u" och i flykten ett sparvliknande tjirpande. Sången är ett kort "twiddle-le-de".

## Utbredning och systematik
Långnäbbad rosenfink delas in i fem underarter med följande utbredning:
- Carpodacus puniceus kilianensis – förekommer i bergstrakter från Kirgizistan och Tadzjikistan till sydvästra Xinjiang och nordöstra Ladakh
- Carpodacus puniceus humii – förekommer i västra Himalaya (Pakistan Kumaon)
- Carpodacus puniceus puniceus – förekommer i centrala Himalaya (Nepal till sydöstra Tibet)
- Carpodacus puniceus sikangensis – förekommer i sydvästra Kina (Minya Konka till Mularegionen i västligaste Sichuan)
- Carpodacus puniceus longirostris – förekommer i västra Kina (östra Qinghai till Gansu och nordvästra Sichuan)

### Släktestillhörighet
Arten placerades tidigare som ensam art i släktet Pyrrhospiza på basis av skillnader i näbbform, längre vingar och stjärt, ovanligt starka klor med böjda klor och mindre kluven stjärt. Den flyttades dock till Carpodacus efter DNA-studier. Dess närmaste släkting är enrosenfinken (Carpodacus subhimachalus).

## Levnadssätt
Arten häckar mycket höglänt på bergsplatåer långt över trädgränsen, nästan till vegetationsgränsen mellan 3900 och 5700 meters höjd.  Delar av populationen flyttar till lägre höjder vintertid. Den lever huvudsakligen av frön, knoppar, blommor, kronblad och bär. Fågeln häckar monogamt och enskilt från slutet av maj till augusti.

## Status och hot
Arten har ett stort utbredningsområde och en stor population med stabil utveckling och tros inte vara utsatt för något substantiellt hot. Utifrån dessa kriterier kategoriserar internationella naturvårdsunionen IUCN arten som livskraftig (LC). Världspopulationen har inte uppskattats men den beskrivs som vanlig eller lokalt vanlig.